# Episcea extravagans
Episcea extravagans là một loài bướm đêm thuộc phân họ Arctiinae, họ Erebidae.